# 少年探偵犬神ゲル
『少年探偵 犬神ゲル』（しょうねんたんてい いぬがみゲル）は、ゴツボ☆マサルによる漫画作品。

## 概要
2004年から『ガンガンYG』（のち『ヤングガンガン』）にて連載。シュールコメディ・シリアス・ミステリー・バトル要素が入り混じった探偵漫画。2006年9月、第一部完結として連載終了。
2008年10月発売の『増刊ヤングガンガン』Vol.04より第二部の連載が始まり、2011年に後継誌の『月刊ビッグガンガン』Vol.1掲載分を以て完結した。単行本は全6巻。

## 登場人物
犬神ゲル（いぬがみ ゲル）
探偵業「犬神UNDER GROUND SEARCH」を経営するクールな少年。13歳。金を第一に考える守銭奴であり、人情などによって自発的に仕事をすることはまずない。単行本のオビにまで大々的に書かれるほどの「ド外道」。月末になると、金を払えなかった依頼人をクラレンスと共に追い詰め、無理やり回収を行っている。少年探偵という肩書きでありながら、頭脳派ではなく肉体派で（頭も切れるが、基本的に拳で訴える）、首を切られる以外に弱点が無いと自負している。一人称は僕。第二部より改築した事務所の私室には箪笥や寝具くらいしか置いていない。
安川マリー（やすかわ マリー）
ゲルに助手として雇われた（父親に売り飛ばされた）薄幸少女。13歳。金髪で、話し口調は関西弁（近江弁風）。幼少期から極貧生活を強いられたため細身で、ゲル曰く「貧相（特に胸）」な体型。借金取りに追われ続けた生活のお蔭で、人並以上には動ける。事件に巻き込まれて酷い目に遭うことが多い。ゲルにはツッコミ役としての能力を買われており、手作りのハリセンをプレゼントされている。段々ツッコミに慣れていく中で、ハリセンを愛用するようになった。第二部からは狭いなりにも事務所に自室を設けられている。
クラレンス
ヒゲが素敵なゲルの執事。ゲル同様、数多くのスキルを持つ謎多き老人で、犬神ゲルをして「三年後であれば勝つであろうが、現状ではやってみないとわからない」と言わしめる程の戦闘能力を持つ。怖い話は苦手。
スパルタンVI（スパルタン シックス）
「予告して現れ、掻い潜って奪い、煙に巻いて去る」がモットーの怪盗らしからぬ怪盗（ある意味これも王道である）。ゲルを一方的にライバル視しているが、相手にされないため、相手をするようにゲルに依頼するという本末転倒っぷり。ゲル並の身体能力を持つが、目下10連敗中。
安川マリーの親父
マリーの父親。一言で表すと「ロクデナシ」。マリーの慢性貧乏&薄幸の主因。自分の娘を借金代わりに売り飛ばした後、何処かへ去って行った。元傭兵で、戦闘能力はかなり高い。犬神家に雇われてゲルに学問以外の家庭教師をしていたこともあり、ゲルには「師匠」と呼ばれている。なお、妻であるマリーの母親はとうの昔に家出し消息不明。
姫（ひめ）
第一部の最終話で正式に雇われた助手2号。「帝国」と呼ばれる殺し屋集団のボスの娘であり、育ちが悪いせいで色々と感覚がズレている。暗殺が得意らしい。小柄で動物的だが、マリーを抱えて走ったりゲルを出し抜いたりと身体能力はかなり高い。現在はマリーの部屋の押し入れに住み着いている模様。
徳川ジョニー（とくがわ ジョニー）
「弾丸は犯罪者にしか当たらない（当たったものは全て犯罪者）」という理屈で相手を見れば迷わず発砲する、警官らしからぬ警官。しかも何故か警部。ゲルやスパルタンVIに軽くあしらわれている。実は美人の妻と娘を持ち、家族サービスも欠かさないという一面も持っている。
榎本レイジ（えのもと レイジ）
愛称「レイジー」。ジョニーの部下であり相棒でありツッコミ・止め役であるが、ジョニーの暴走を止められることはまずない。マリー並に酷い目に遭っている青年。
佐渡ヶ島サディスト（さどがしま サディスト）
かつて帝国が誇った一級品の殺し屋。コードネームは「SMブラザーズ」で、双子の妹がいる。暗殺では重金属バットを使用し、殺す際には「4番指名打者、佐渡ヶ島サディスト、ホームラン狙ってきます」と自分で言う。妹の名前をいつも「マゾミ」と呼び、そのたびに妹に攻撃されている。
前園ノゾミ（まえぞの ノゾミ）
「SMブラザーズ」のもう1人のメンバーで、佐渡ヶ島サディストの妹。暗殺に使用するのは主にナイフ。「マゾミ」と呼ばれるたびに兄の首を絞めたり動脈を潰したりしているが、兄妹仲は良い。ちなみに「SMブラザーズ」と呼ばれるのはサディストが「マゾミ」と呼んだのが始まり。

## 単行本
- 第1巻 - 発売日2005年05月25日、ISBN 4-7575-1445-X
- 第2巻 - 発売日2005年09月25日、ISBN 4-7575-1529-4
- 第3巻 - 発売日2006年05月25日、ISBN 4-7575-1687-8
- 第4巻 - 発売日2006年12月25日、ISBN 4-7575-1837-4
- 第5巻 - 発売日2010年05月25日、ISBN 978-4-7575-2882-6
- 第6巻 - 発売日2012年01月25日、ISBN 978-4-7575-3488-9